# HC Sländan
HC Sländan var en huvudcentral i Bjurfors utanför Avesta. Sländan byggdes år 1960–1965 och ligger insprängd i ett berg. Anläggningen är i två våningar med ytan 975 m2 och byggd som ett tvåvåningshus inne i berget. Huvudcentraler skulle kunna leda det civila samhället i krig, beredskap eller vid krissituationer. Vid sidan vad det militära försvaret behövdes beredskap för det civila försvaret. Detta organiserades av Civilförsvarsstyrelsen och bestod av ett stort antal (ca 100) ledningscentraler runt om i landet. I varje civilförsvarsområde byggdes en huvudcentral (HC). HC Sländan har sedan 2001 stått under vatten, vilket orsakades av att elledningarna till de vattenpumpar som drev ut vatten ur berget stals. Sländans huvudingång plomberades 2012. Sländan omnämndes i TV-serien Hemliga svenska rum och var även ett mål för så kallad urban exploration.